# Ізокліна

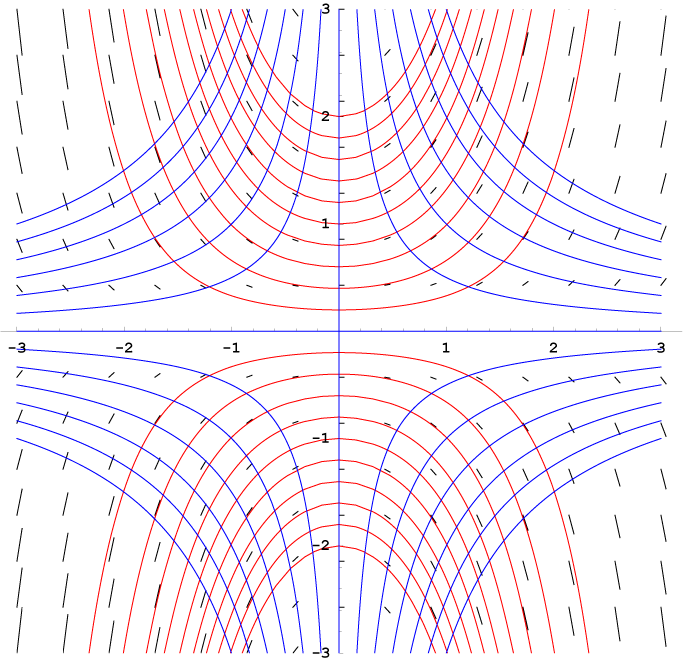
Ізокліни (синім), поле напрямків (чорним) і деякі криві розв'язки (червоним) для y'=xy

Ізокліни (англ. isocllines, isolinals; від дав.-гр. ισος — «однаковий» і κλίση — «схил») — у звичайному диференціальному рівнянні типу y' = f(x,y), ізокліни це лінії в площині (x, y) отримані через прирівнення f(x,y) до сталої. Це дає множину ліній (для різних сталих), які мають однаковий градієнт із кривими розв'язками. Обчисливши цей градієнт для кожної ізокліни, можна візуалізувати поле напрямків; тоді зробити нарис приблизної кривої розв'язку стає порівняно простою задачею.

## Геомагнетизм
У геомагнетиці ізокліни — лінії, що з'єднують точки з однаковим магнітним нахиленням, тобто кутом між магнітною стрілкою і горизонтальною поверхнею. Ізокліни нульового нахилення (магнітний екватор) проходить поблизу географічного екватора. У низьких широтах ізокліни приблизно паралельні магнітному екватору, а у високих — розташовуються навколо магнітних полюсів.

## Поляриметрія
У поляриметрії ізокліни — темні лінії, які можна спостерігати в поляризованому світлі на моделях з оптично активних матеріалів — геометричне місце точок, головна нормальна напруга яких має однаковий напрям.